# Burkhalà
Burkhalà (en rus: Бурхала) és un poble (possiólok) de l'óblast de Magadan, a Rússia, que el 2019 tenia 120 habitants.